# Orzechówka (zwyczajna)
Orzechówka (zwyczajna) (Nucifraga caryocatactes) – gatunek średniej wielkości ptaka z rodziny krukowatych (Corvidae). Zamieszkuje Eurazję, na ogół osiadły. Nie jest zagrożony.

## Systematyka
Obecnie wyróżnia się 4 podgatunki N. caryocatactes:
- N. caryocatactes caryocatactes – Europa.
- N. caryocatactes macrorhynchos – Ural do wschodniej Syberii i północno-wschodnich Chin.
- N. caryocatactes rothschildi – Kazachstan do północno-zachodnich Chin.
- N. caryocatactes japonica – Wyspy Kurylskie i północna Japonia.

Autorzy wydanego w 2009 roku 14. tomu Handbook of the Birds of the World wyróżniali jeszcze podgatunki owstoni, interdicta, hemispila i macella, występujące od Himalajów po wschodnie Chiny oraz na Tajwanie, lecz zostały one wyodrębnione do osobnego gatunku o nazwie orzechówka brązowa (Nucifraga hemispila). Także orzechówka plamista (N. multipunctata) z zachodnich Himalajów, klasyfikowana dawniej jako podgatunek orzechówki zwyczajnej, uzyskała status odrębnego gatunku.

## Występowanie
Zamieszkuje rozległe kompleksy leśne północno-wschodniej Europy, południową część Półwyspu Skandynawskiego, zachodnią część Środkowej Europy, północne Włochy, Syberię aż do wschodniej Azji, oraz góry środkowej i południowej Europy (Alpy, Karpaty i Sudety do górnej granicy lasów, pasma górskie na Bałkanach).
W Polsce nieliczny (lokalnie średnio liczny) ptak lęgowy, głównie w Karpatach, w dużych lasach Pojezierza Mazurskiego, Podlasia i Pomorza. Rozproszone stanowiska znajdują się na Lubelszczyźnie i Ziemi Kieleckiej. W górach jest ptakiem rzadkim, a w okresie lęgowym, gdy staje się skryta, nieczęsto spotykanym. Zwykle widuje się ją jesienią, kiedy żeruje na orzechach laskowych. Forma tu gniazdująca, zwana orzechówką krótkodziobą, należy do podgatunku N. caryocatactes caryocatactes. Drugi podgatunek (tzw. orzechówka długodzioba, N. caryocatactes macrorhynchos) zamieszkuje Azję, a do Europy Środkowej zalatuje co pewien czas inwazyjnie od sierpnia do listopada z północnego wschodu, spotykany poza okresem lęgowym. Ptaki zimują w kraju.

## Charakterystyka

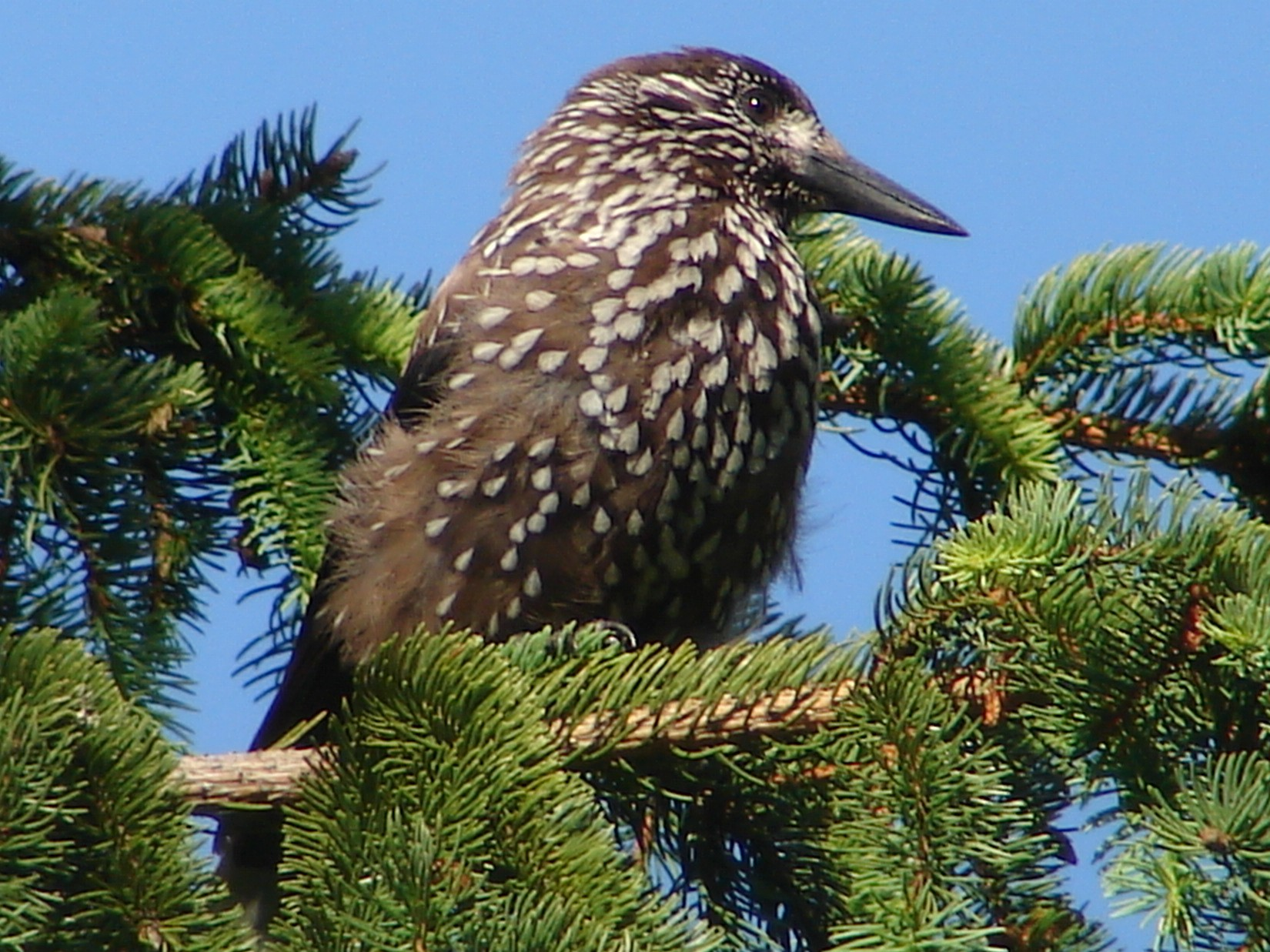
Orzechówka to typowy ptak lasów iglastych i górskich

### Cechy gatunku
Ptak wielkości gołębia o dużej głowie. Obie płci ubarwione jednakowo. Upierzenie czekoladowobrązowe, na tym tle liczne białe plamki w kształcie kropelek. Skrzydła zaokrąglone, szerokie, czarnobrązowe z zielonkawym metalicznym połyskiem. Wierzch głowy jednolicie ciemnobrązowy, podobnie, jak końce lotek. Kuper i pokrywy podogonowe białe. Ogon czarny z zielonkawym lub niebieskawym połyskiem, końcówki sterówek białe. Duża głowa. Dziób u podgatunku N. caryocatactes caryocatactes krótki i masywny, a u podgatunku N. caryocatactes macrorhynchos – długi i cienki. Prowadzi zwykle osiadły lub koczowniczy tryb życia. Czasami tylko zdarza się jej okresowo wybrać w dalszą wędrówkę. U podgatunku azjatyckiego mają one niekiedy rozmiary inwazji, gdy co parę lat, regularnie pojawia się w umiarkowanej i ciepłej części Europy. Głównym powodem może być głęboki nieurodzaj nasion sosny syberyjskiej, który we wschodniej części jej areału stanowi główne źródło pożywienia.
Orzechówkę rozmiarami można przyrównać do synogarlicy, a ubarwieniem w przybliżeniu przypomina szpaka. O obecności w rodzinie krukowatych świadczy potężny, walcowaty dziób. Podgatunek europejski N. caryocatactes caryocatactes od azjatyckiego N. caryocatactes macrorhynchos łatwo można odróżnić po kształcie i rysunku na sterówkach. Ten drugi ma węższy końcowy biały pasek na ogonie. Od przypominającej ją wielkością i pokrojem sójki różni się krótszym ogonem i mocniejszym dziobem. Po okresie lęgowym na podobnych stanowiskach pojawiają się oba podgatunki. W locie ptaka rozpoznaje się po białym końcu ogona oraz białych pokrywach podogonowych. W powietrzu wygląda, jakby miał krótki ogon i długą głowę. W identyfikacji pomaga też specyficzny, chrapliwy głos.

### Wymiary średnie
długość ciała30–34 cm
rozpiętość skrzydeł52‒58 cm

### Masa ciała
124–220 g

### Głos
Zaniepokojenie manifestuje głośnym, skrzeczącym odgłosem – „krerr”. Śpiew orzechówki to cichy szczebiot z wplecionymi imitacjami głosów innych ptaków.

## Biotop

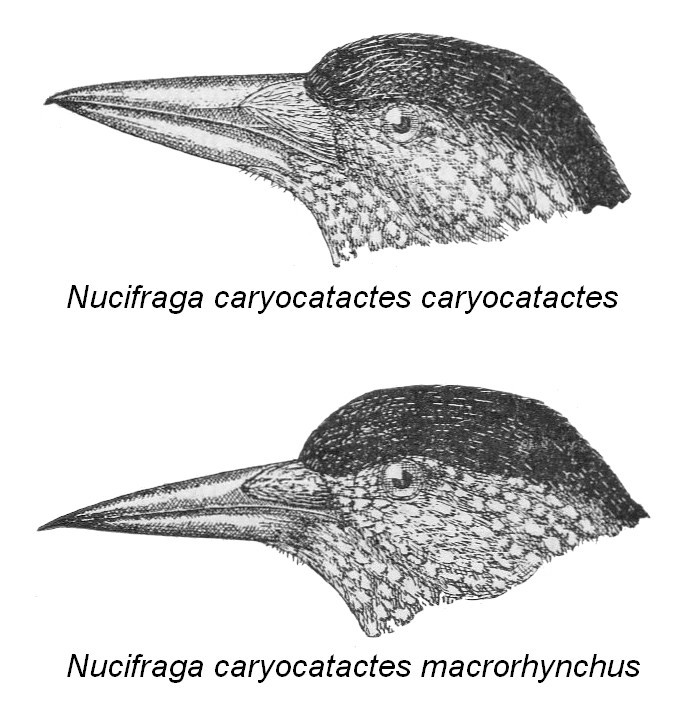
Porównanie dwóch spotykanych w Europie podgatunków orzechówki

Rozległe drzewostany iglaste, bory głównie świerkowe (również sosnowe, jodłowe i mieszane) przede wszystkim w tajdze i w górach (położonych bardziej na południu). Zajmuje podobne siedliska jak sójka złowroga. W lasach całej Syberii wytworzyła odrębny podgatunek różniący się od europejskiego. Oba podgatunki po okresie lęgowym spotyka się w miastach, parkach, ogrodach, sadach i na terenach uprawnych. Szukają tam orzechów laskowych lub owoców, które zostały na drzewach po zbiorach.

W Alpach zamieszkuje lasy limbowe, w średnich górach lasy mieszane z leszczyną i świerkiem. Poza okresem lęgowym widywana w piętrze kosodrzewiny ponad granicą lasu, w dolinach i w pobliżu siedlisk ludzkich.

## Okres lęgowy

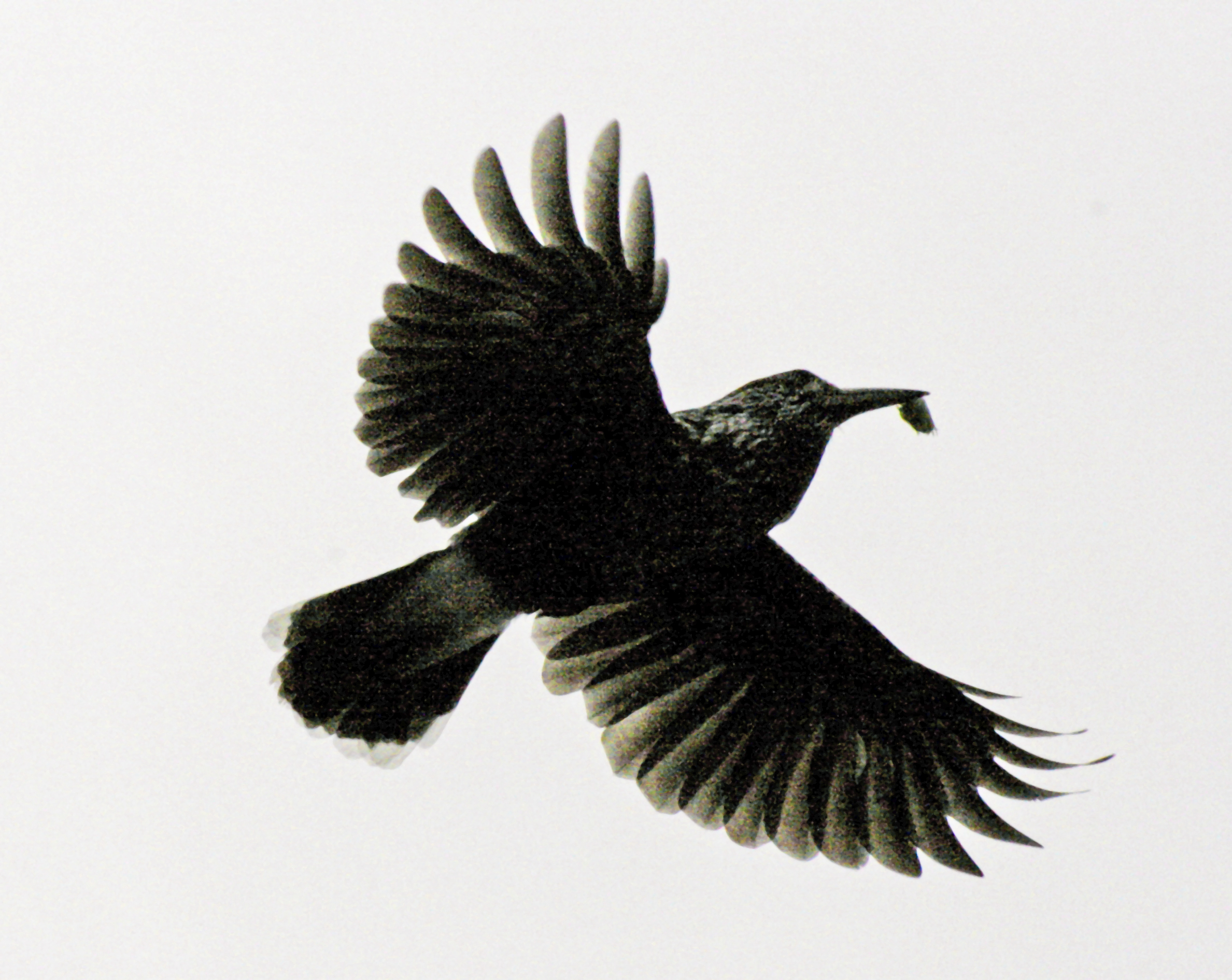
Sylwetka orzechówki w locie

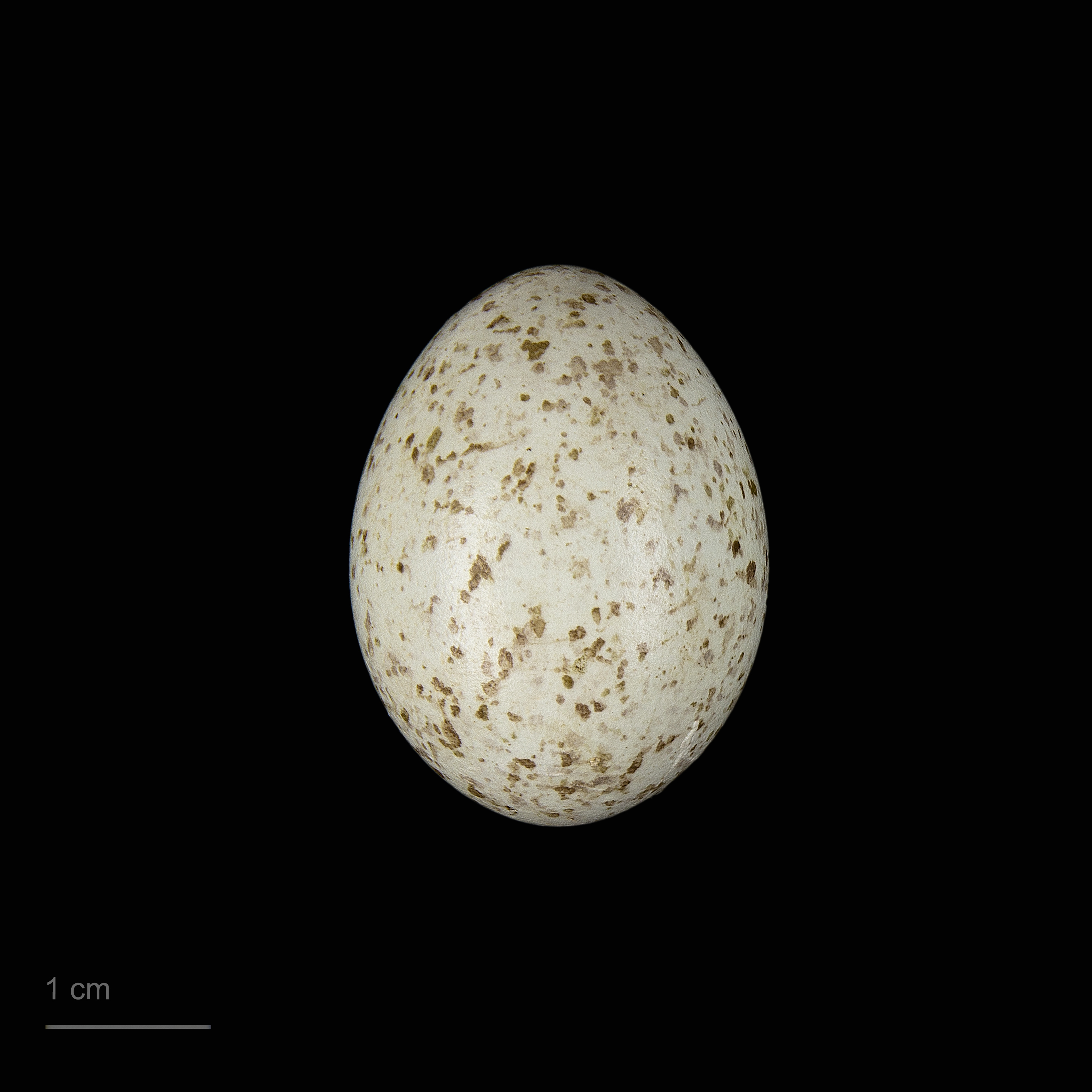
Jajo orzechówki

Zachowania lęgowe i rodzinne życie zbliżone do behawioru sójki złowrogiej. Wyprowadza jeden lęg w ciągu roku.
GniazdoUmieszczone przy pniu wysokiego świerka w rozwidleniu gałęzi, doskonale ukryte i zamaskowane. Budowane są przez oboje partnerów już w marcu, gdy zaczynają tajać śniegi, a kiedy w górach leży jeszcze gruba warstwa śniegu. Do zewnętrznej części konstrukcji wykorzystują części gałązek świerka odłamywanych bezpośrednio z drzewa. Całość jest dość mała, ale wysoka ze ścianami otoczonymi ciepłą warstwą izolacyjną ze zbutwiałego drewna i mchu. Wyścielenie stanowią porosty i trawa. Chroni ona przed chłodem jaja i pisklęta.
JajaW marcu składa 2–4 jaja o średnich wymiarach 34×24 mm, różnobiegunowe, silnie wydłużone, z bladoniebieskozielonym tłem i bardzo drobnymi, gęstymi jasnobrązowymi lub szarymi plamkami.
Liczność rozrodu uzależniona jest od obfitości w pokarm w danym roku. W latach obfitości orzechówki rozmnażają się bardzo licznie, ale gdy pokarmu brakuje liczba odchowanego potomstwa gwałtownie spada.
WysiadywanieOd złożenia pierwszego jaja trwa zwykle od 17 do 19 dni i nawet jeżeli jest kilkustopniowy mróz, pisklęta rozwijają się normalnie. Samica praktycznie nie schodzi z jaj (czasem pomaga jej samiec). Samiec karmi wysiadującą samicę i w razie niebezpieczeństwa broni jej i piskląt bardzo odważnie. Gdy potomstwo opuści gniazdo po 21–25 dniach nadal przez pewien czas (około 6–7 tygodni) jest dokarmiane przez rodziców na obszarze ich terytorium. Mimo surowych warunków – kilkustopniowych mrozów i śniegu rozwój piskląt jest niezachwiany. Z czasem rodzinne więzi słabną i ptaki zaczynają koczować i skupiać się w miejscach, które obfitują w pokarm.

## Pożywienie

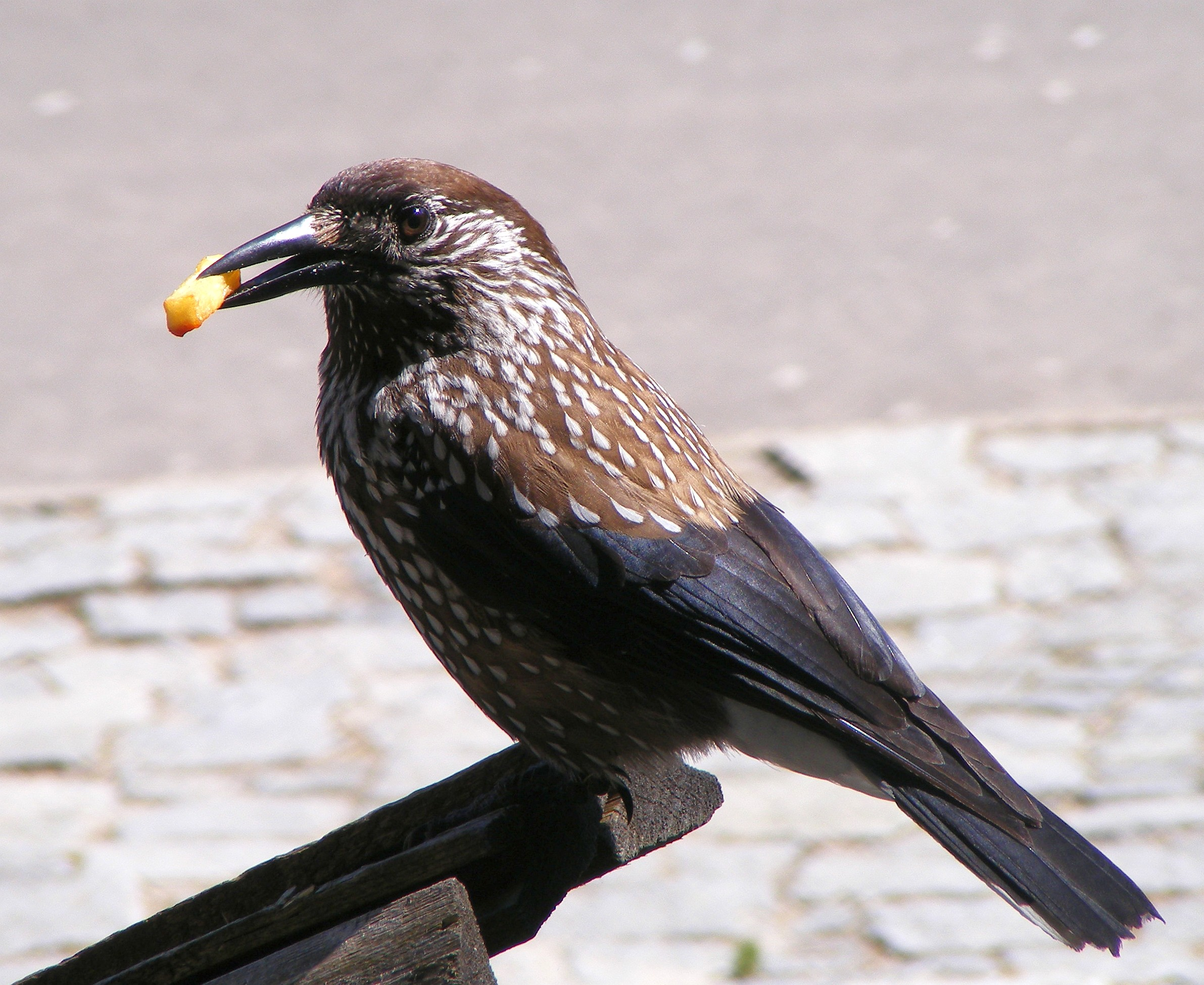
Orzechówka podkradająca turystom frytki na polanie Włosienica w Tatrach

Orzechówka jest wszystkożerna. Głównym pokarmem są nasiona sosny syberyjskiej, a tam gdzie ona nie rośnie – orzechy laskowe, bukiew, żołędzie, nasiona z szyszek, różne mięsiste owoce oraz latem w mniejszym stopniu zwierzęca zdobycz – owady i ich larwy, ślimaki, ale nie gardzi też jajami i pisklętami, jaszczurkami, myszami i innymi drobnymi kręgowcami. Nie ma więc wyspecjalizowanej diety i chwyta to, co znajduje się na obszarze jej żerowiska.
Na Syberii w wielu miejscach odżywia się w dużej mierze nasionami sosny syberyjskiej, potocznie zwanej w Rosji cedrem. Zbiera do wola orzechy laskowe i nasiona limby, po czym gromadzi te nasiona na zimę i wiosnę w różnych skrytkach, np. w ziemi lub w koronach drzew pod matami porostów. Jeden ptak zakopuje w jesieni nasiona sosny o łącznej wadze do 50 kg w ponad 20 tys. miejsc na obszarze swego terytorium. Choć miejsc ukrycia nie zapomina, to znaczna ich część (35–75%) zostaje zjedzona przez inne zwierzęta. Pomimo grubej pokrywy śnieżnej odnajdują zwykle 80% swoich zapasów. To sprawia, że zwiększa się populacja sosny, gdyż zapomniane nasiona kiełkują daleko od osobników rodzicielskich.

## Status i ochrona
Międzynarodowa Unia Ochrony Przyrody (IUCN) klasyfikuje orzechówkę zwyczajną jako gatunek najmniejszej troski (LC, Least Concern). Liczebność światowej populacji wstępnie szacowana jest na 2 980 000 – 6 100 000 dorosłych osobników. Trend liczebności populacji oceniany jest jako spadkowy ze względu na utratę siedlisk leśnych.
Na terenie Polski orzechówka jest objęta ścisłą ochroną gatunkową. Na Czerwonej liście ptaków Polski została sklasyfikowana jako gatunek najmniejszej troski (LC). W latach 2013–2018 liczebność populacji lęgowej orzechówki na terenie kraju szacowano na 3000–5000 par; trend liczebności populacji nie jest znany.